# Premtime
PREMtime is een opinieprogramma van de NTR dat van 6 september 2010 tot 31 augustus 2012 op Radio 1 te horen was. Hoofdpresentator was Prem Radhakishun, die tussen 2003 en 2008 al een tv-programma onder dezelfde naam had.

## Radio
Premtime werd van 2010 tot 2012 op werkdagen op Radio 1 uitgezonden van 10.30 tot 11.00 uur. Het programma stopte op 31 augustus 2012 na een conflict tussen Radhakishun en de NOS over het te vaak met nieuwsberichten inbreken in het programma. Naar eigen zeggen wilde Radhakishun zelf bepalen of nieuws belangrijk genoeg was om door zijn programma heen te komen.
Met de schoolbus Blue Bird Vision staat Radhakishun op een locatie in Nederland. Luisteraars geven telefonisch of via Twitter hun mening, maar de programmamakers bellen ook naar deskundigen en betrokkenen bij het onderwerp. Van 13 augustus tot en met 31 augustus 2012 wordt er speciale aandacht besteed aan de Tweede Kamerverkiezingen 2012 samen met copresentatrice Naeeda Aurangzeb. Zij nam vanaf 14 september de presentatie over met het opinie-programma Lijn 1.

## Televisie
PREMtime werd van maart 2003 tot 2008 door de NPS uitgezonden. In 2008 nam Jalal Bouzamour het over. Het programma stond ook toen voor "een informatief televisieprogramma over de multiculturele samenleving waarin de kwaliteit van onze samenleving getoetst wordt" te zijn. Volgens Radhakishun was het bedoeld als een gratis inburgeringscursus om tolerantie jegens andere culturen te vergroten.